# Sphenocoelus
Sphenocoelus is een geslacht van uitgestorven zoogdieren dat voorkwam in het Laat-Eoceen. Sphenocoelus heette eerst Dolichorhinus, maar deze naam is niet meer relevant.

## Beschrijving
Dit honderdtwintig centimeter hoge dier had een fors lichaam met een opvallend langwerpige kop en vertoonde veel gelijkenis met een kleine, hoornloze neushoorn. De kaken waren bezet met laagkronige kiezen, die uitsluitend bedoeld waren voor het verwerken van zacht bladmateriaal. Het dier had de voor de Brontotheriidae kenmerkende viertenige voorpoten en drietenige achterpoten.

## Vondsten
Resten van dit dier werden gevonden in Noord-Amerika.